# Sistema de Christenhusz (gimnospérmicas)
O sistema de classificação de gimnospérmicas extantes de Christenhusz et al. (Christenhusz et al., 2011) considera os quatro grupos de gimnospérmicas actuais como subclasses da classe Equisetopsida (= plantas terrestres) (Chase & Reveal, 2009). Os autores reconhecem que as gimnospérmicas extantes são monofiléticas mas devido ao facto que as relações de parentesco com os diversos grupos de gimnospérmicas fósseis são pouco claras, não atribuem ao conjunto um nome formal.

## Classificação
O seguinte esquema mostra as ordens, famílias e géneros incluídos em cada uma das quatro subclasses.

I. Cycadidae
Cycadales
Cycadaceae
Cycas.
Zamiaceae
Bowenia, Ceratozamia, Dioon, Encephalartos, Lepidozamia, Macrozamia, Microcycas, Stangeria, Zamia.
II. Ginkgoidae
Ginkgoales
Ginkgoaceae
Ginkgo.
III. Gnetidae
Welwitschiales
Welwitschiaceae
Welwitschia.
Gnetales
Gnetaceae
Gnetum.
Ephedrales
Ephedraceae
Ephedra.
IV. Pinidae (coníferas)
Pinales
Pinaceae
Abies, Cathaya, Cedrus, Keteleeria, Larix, Nothotsuga, Picea, Pinus, Pseudolarix, Pseudotsuga, Tsuga.
Araucariales
Araucariaceae
Agathis, Araucaria, Wollemia.
Podocarpaceae
Acmopyle, Afrocarpus, Dacrycarpus, Dacrydium, Falcatifolium, Halocarpus, Lagarostrobos, Lepidothamnus, Manoao, Microcachrys, Nageia, Parasitaxus, Pherosphaera, Phyllocladus, Podocarpus, Prumnopitys, Retrophyllum, Saxegothaea, Sundacarpus.
Cupressales
Sciadopityaceae
Sciadopitys.
Cupressaceae
Actinostrobus, Athrotaxis, Austrocedrus, Callitris, Calocedrus, Chamaecyparis, Cryptomeria, Cunninghamia, Cupressus, Diselma, Fitzroya, Fokienia, Glyptostrobus, Juniperus, Libocedrus, Metasequoia, Microbiota, Neocallitropsis, Papuacedrus, Pilgerodendron, Platycladus, Sequoia, Sequoiadendron, Taiwania, Taxodium, Tetraclinis, Thuja, Thujopsis, Widdringtonia.
Taxaceae
Amentotaxus, Austrotaxus, Cephalotaxus, Pseudotaxus, Taxus, Torreya.

## Sinonímias
Em Christenhusz et al. (2011), aparece a sinonímia de todos os táxones citados. De seguida apresenta-se a sinonímia correspondente aos géneros.

Abietia A.H.Kent = Pseudotsuga

Abutua Lour. = Gnetum

Americus Hanford = Sequoiadendron

Apinus Neck. ex Rydb. = Pinus

Arceuthos Antoine & Kotschy = Juniperus

Aulacophyllum Regel = Zamia

Belis Salisb. = Cunninghamia

Biota (D.Don) Endl. = Platycladus

Botryopitys Doweld = Prumnopitys

Bracteocarpus A.V.Bobrov & Melikian = Dacrycarpus

Brownetera Rich. ex Tratt. = Phyllocladus

Callitropsis Compton = Neocallitropsis

Callitropsis Oerst. = Cupressus

Caryopitys Small = Pinus

Caryotaxus Zucc. ex Henkel & Hochst. = Torreya

Catakidozamia W.Hill = Lepidozamia

Cedrus Duhamel = Juniperus

Chaetocladus J.Nelson = Ephedra

Chigua D.W.Stev. = Zamia

Chrysolarix H.E.Moore = Pseudolarix

Columbea Salisb. = Araucaria

Corneria A.V.Bobrov & Melikian = Dacrydium

Cuprespinnata J.Nelson = Taxodium

Cupresstellata J.Nelson = Fitzroya

Cyparissia Hoffmanns. = Callitris

Dammara Link = Agathis

Decussocarpus de Laub. = Retrophyllum

Dolophyllum Salisb. = Thujopsis

Dombeya Lam. = Araucaria

Ducampopinus A.Chev. = Pinus

Dyerocycas Nakai = Cycas

Epicycas de Laub. = Cycas

Eutacta Link = Araucaria

Eutassa Salisb. = Araucaria

Foetataxus J.Nelson = Torreya

Frenela Mirb. = Callitris

Gaussenia A.V.Bobrov & Melikian = Dacrydium

Gnemon [Rumpf ex] Kuntze = Gnetum

Hesperocyparis Bartel & R.A.Price = Cupressus

Hesperopeuce (Engelm.) Lemmon = Tsuga

Heyderia C.Koch = Calocedrus

Jacularia Raf. = Cunninghamia

Laechhardtia Gordon = Callitris

Laricopsis A.H.Kent = Pseudolarix

Laubenfelsia A.V.Bobrov & Melikian = Dacrycarpus

Leucopitys Nieuwl. = Pinus

Margbensonia A.V.Bobrov & Melikian = Podocarpus

Marywildea A.V.Bobrov & Melikian = Araucaria

Metadacrydium M.G.Baum.-Bod. ex Melikian & A.V.Bobrov = Dacrydium

Microstrobos J.Garden & L.A.S.Johnson = Pherosphaera

Neocupressus de Laub. = Cupressus

Nothocallitris A.V.Bobrov & Melikian = Callitris

Octoclinis F.Muell. = Callitris

Pachylepis Brongn. = Widdringtonia

Palma-Filix Adans. = Zamia

Palmifolium Kuntze = Zamia

Parolinia Endl. = Widdringtonia

Picea D.Don ex Loud. = Abies

Pinea Wolf = Pinus

Platycyparis A.V.Bobrov & Melikian = Cupressus

Platyzamia Zucc. = Dioon

Podocarpus Labill. = Phyllocladus

Pterophyllus J.Nelson = Ginkgo

Quadrifaria Manetti ex Gordon = Araucaria

Raxopitys J.Nelson = Cunninghamia

Retinispora Siebold & Zucc. = Chamaecyparis

Sabina Mill. = Juniperus

Sabinella Nakai = Juniperus

Salisburia Sm. = Ginkgo

Salisburyodendron A.V.Bobrov & Melikian = Agathis

Schubertia Mirb. = Taxodium

Shishindenia Makino ex Koidz. = Chamaecyparis

Squamataxus J.Nelson = Saxegothaea

Stachycarpus (Endl.) Tiegh. = Prumnopitys

Stachypitys A.V.Bobrov & Melikian = Prumnopitys

Stegocedrus Doweld = Libocedrus

Strobus (Sweet ex Spach) Opiz = Pinus

Struvea Rchb. = Torreya

Tassilicyparis A.V.Bobrov & Melikian = Cupressus

Thalamia Spreng. = Phyllocladus

Thoa Aubl. = Gnetum

Thujiaecarpus Trautv. = Juniperus

Thya Adans. = Thuja

Titanodendron A.V.Bobrov & Melikian = Araucaria

Todda-Pana Adans. = Cycas

Tumboa Welw. = Welwitschia

Tumion Raf. = Torreya

Van-Tieghemia A.V.Bobrov & Melikian = Prumnopitys

Veitchia Lindl. = Picea?

Washingtonia Winslow = Sequoiadendron

Wellingtonia Lindl. = Sequoiadendron

Xanthocyparis Farjon & T.H.Nguyên = Cupressus